# کارینه جاغاتسپانیان
کارینه آزات جاغاتسپانیان (ارمنی: Կարինե Ազատ Ջաղացպանյան؛ انگلیسی: Karine Jaghatspanyan زادهٔ ۶ فوریهٔ ۱۹۴۳) موسیقی‌شناس اهل ارمنستان است. وی از سال میلادی تاکنون مشغول فعالیت بوده است.

## زندگی‌نامه
وی در ۶ فوریهٔ ۱۹۴۳ در ایروان به دنیا آمد و از کنسرواتوار دولتی کومیتاس ایروان (۱۹۶۸) فارغ‌التحصیل گشت. وی خواهر گایانه جاغاتسپانیان می‌باشد. وی عضو اتحادیه آهنگسازان ارمنستان (۱۹۷۷) است.  همچنین برندهٔ جوایزی همچون چهره هنری شایسته جمهوری ارمنستان (۲۰۱۳) و مدال طلای آرام خاچاطریان (۲۰۰۳) شده است.

## یادداشت
1. ↑  արվեստագիտության դոկտոր